# Ellers (Wuppertal)
Ellers oder auch Ellershäuschen war eine Hofschaft in der ehemaligen Stadt Ronsdorf, heute Stadtteil der bergischen Großstadt Wuppertal. Heute ist der Ort eine Wüstung.

## Lage und Beschreibung
Die Ortslage befand sich im Norden der Stadt Ronsdorf auf 304 Meter über Normalnull im Quellbereich des Schmalenhofer Bachs am Fuße eines Scharpenacken genannten Höhenzugs westlich des Schmalenhofs an der Stadtgrenze zu Barmen. Das Gelände des Hofes war zuletzt Teil des ehemaligen Standortübungsplatzes Scharpenacken.

## Etymologie und Geschichte
Ellerhaus ist eine lokale Bezeichnung für einen Altenteil. Das Ellershäuschen ist somit ein kleines Auszugshaus.
1929 wurde Ronsdorf mit anderen Städten und Gemeinden zu Wuppertal zusammengeschlossen. 1936 wurde das Gebiet um Ellers im Rahmen der nationalsozialistischen Aufrüstung als Standortübungsplatz der neu erbauten Wuppertaler Kasernen umgewidmet und die alten Höfe, darunter Ellers, wurden geräumt. Bis in die 1970er Jahre wurden die Gebäude für militärische Übungen genutzt und anschließend abgetragen.